# Aftershock (liquore)
Aftershock è un tipo di liquore prodotto in Canada dalla Jim Beam. Il suo tasso di alcool è pari al 40%. 

## Storia
Fu messo in commercio per la prima volta nel 1997 e divenne famoso soprattutto tra i bevitori giovani.

## Varietà
Il liquore, dalla consistenza densa e sciropposa, è disponibile in sei varietà, ciascuna dal colore e gusto differente:
- Rosso (cannella fredda e calda)
- Blu (limone super freddo)
- Nero (mirtillo nero)
- Argento/Grigio (mela e Red Bull)
- Verde (morso di anice termico)
- Arancione (mela piccante), edizione limitata realizzata per celebrare dieci anni dalla nascita del liquore.

## Degustazione
È molto popolare nel Regno Unito, dove ha dato origine a una vasta gamma di giochi. Il gioco più famoso è "La sfida dell'aftershock" che consiste nel bere uno shot di aftershock rosso (anche se non c'è grande differenza se viene fatto con uno di colore diverso) e tenerlo in bocca senza mandare giù per più tempo dell'avversario. Un altro è  "Il semaforo perfido", bere uno dopo l'altro uno shot di aftershock rosso, uno blu e infine uno verde nel minor tempo possibile.
Ci sono anche altri modi per berlo:
- mettere due dita (medio e indice) nel bicchiere, mandare giù, mettere le dita intinte nell'alcol davanti alla bocca come se si stesse fumando ed ispirare (subito dopo aver bevuto, quindi bisogna fare tutto molto velocemente).
- Mandare giù lo shot di aftershock tappando subito il bicchierino con la mano per non farne evaporare i fumi e poi togliere la mano ed inspirare dal naso.
- Incendiare l'aftershock, spegnerlo e bere.
- Incendiare l'aftershock e berlo direttamente incendiato con una cannuccia.
- Incendiare l'aftershock ed inspirare attraverso il naso i fumi che ne evaporano.

### Cocktails a base di Aftershock
- Nebbiolina Viola: un shot di aftershock blu e uno di Red Bull nello stesso bicchiere.
- Radiazione: due shot di aftershock blu, due shot di sambuca e una lattina di Red Bull.

Questi di solito non vengono venduti già nella forma di cocktail ma i singoli componenti si possono facilmente comprare.